# Grümpel
Die Grümpel ist der etwa 12,5 km lange linke Quellbach der Kronach in Oberfranken.

## Name
Der Bach wurde im Jahr 1223 als „Crummen Cranache“ (Krumme Kronach) erstmals urkundlich erwähnt. Der Name könnte sich von der mittelhochdeutschen Bezeichnung „ze der krümben“ (Kranach) herleiten oder ein ursprünglicher althochdeutscher Flussname (Krumbila) gewesen sein.

## Geographie

### Verlauf
Die Grümpel entspringt südlich der Gemeinde Tschirn auf einer Höhe von ca. 610 m ü. NHN. Der Bach fließt zunächst südwärts durch ein Waldgebiet. Bei dem kleinen Teich Eisenquelle mündet der Tiefenbach von links in die Grümpel. Östlich von Wilhelmsthal-Effelter  durchfließt sie ein tief eingeschnittenes Tal. Bei Steinwiesen-Birnbaum wird sie von links vom Dorfbach gespeist und bei Wilhelmsthal-Lahm mündet von links der Gottlersbach in die Grümpel. Kurz danach (ca. 40 m) fließt ihr rechts der Kugelbach und nach etwa 200 m der Steinbach zu. Südlich von Wilhelmsthal-Hesselbach wird von der linken Seite ihr Wasser durch den Sperlesbach verstärkt. Zuletzt fließen ihr noch von links der Glasbach und der Schindelbach zu. Bei Wilhelmsthal vereinigt  sie sich auf ca. 356 m ü. NHN mit der von rechts kommenden Kremnitz zur Kronach.

### Zuflüsse
Von der Quelle zur Mündung. Höhen abgefragt auf der amtlichen topographischen Karte. Auswahl.
- Tiefenbach (links), Wilhelmsthal-Effelter, 507 m ü. NHN
- Dorfbach, (links), Steinwiesen-Birnbaum, 446 m ü. NHN
- Gottlersbach, (links), Wilhelmsthal-Lahm, 434 m ü. NHN
- Kugelbach, (rechts), Wilhelmsthal-Lahm, 433 m ü. NHN
- Steinbach, (rechts), Wilhelmsthal-Lahm, 431 m ü. NHN
- Sperlesbach (links), Wilhelmsthal-Hesselbach, 417 m ü. NHN
- Glasbach (links), Wilhelmsthal, 392 m ü. NHN
- Schindelbach (links), Wilhelmsthal, 388 m ü. NHN
- Neuenbach, (rechts), Wilhelmsthal, 375 m ü. NHN

### Flusssystem Kronach
- Fließgewässer im Flusssystem Kronach

## Mühlen
Bis Mitte des 20. Jahrhunderts befanden sich an ihrem Lauf eine Getreidemühle sowie eine Sägemühle, die beide nicht mehr in Betrieb sind.